# Olopa
Olopa est une ville du Guatemala dans le département de Chiquimula.